# Колесниченко, Лариса Станиславовна
Лариса Станиславовна Колесниченко (род. 27 января 1943 Александровка, Красноярского края) — доктор медицинских наук (1987), профессор (1999), заведующая кафедрой химии и биохимии Иркутского государственного медицинского университета (1990—2013), Соросовский профессор (2001), Государственный научный стипендиат (1997—2003).

## Биография
Окончила Красноярский медицинский институт в 1965 году. Защитила диссертацию на соискание учёной степени кандидата медицинских наук на тему «Кинетика и механизм регуляции дисульфидредуктазного фермента цитозоля печени» в диссертационном совете Челябинского медицинского института в 1975 году, а на соискание учёной степени доктора наук на тему «Регуляция катехоламинами и цАМФ ферментов обмена тиолов и дисульфидов в норме, при стрессе и усиленной пролиферации» в Университете дружбы народов (Москва) в 1987 году.

### Карьера
1965—1970 гг. — врач Красноярской краевой клинической больницы; 1970—1973 гг. — ассистент, 1973—1975 гг. — аспирант, 1975—1980 гг. — ассистент, 1980—1988 гг. — доцент кафедры биохимии Красноярского медицинского института; с 1989 года — профессор кафедры биохимии ИГМУ; с 1990 года — заведующая кафедрой бионеорганической и биоорганической химии ИГМУ. В 1991—2001 гг. одновременно профессор кафедры физико-химической биологии Иркутского государственного университета.

## Научные достижения
Научная деятельность Колесниченко была посвящена обмену глутатиона. Открыта регуляция ферментов метаболизма глутатиона гормонами и вторыми посредниками. Обнаружено изменение содержания глутатиона и ферментов его метаболизма и их регуляции в эксперименте и клинике (нормальная и усиленная пролиферация, стресс, гипоксия, инсульт, бронхиальная астма, акушерская патология, педиатрия и др.). Показана защитная роль глутатиона при некоторых экстремальных состояниях.
Автор более 400 публикаций, включая 7 монографий, из них 3 за рубежом (США, Япония, Германия), 2 патентов. Под руководством Колесниченко подготовлено 20 кандидатских и 1 докторская диссертация. Награждена дипломом Минздрава РФ за лучшую работу по медико-биологическим наукам.
Выступала на 30 международных конгрессах и симпозиумах в США, Франции, Японии, Германии, Израиле, Бельгии, Англии, Австралии, Италии, Чехии, кипре, Монголии и др. Получала гранаты международного научного фонда (1993, 2003), гранта Российского фонда фундаментальных исследований РАН (1997—1998). Много лет была членом диссертационных советов Сибирского государственного медицинского университета (Томск) и Читинской государственной медицинской академии.
Биография Л. С. Колесниченко опубликована в справочниках: «Who’s who in the World», USA (2006—2007); Кембриджским биографическим центром включена в «2000 Outstanding Intellectuals of the 21st Century (2007)», «21 st Century Award for Achievement» (2007)", названа международным научным человеком года (2007), вошла в «TOP 100 SCIENTIST 2008».